# NowVoice
NowVoice（ナウボイス）とは、本田圭佑が CEO を務めるNow Do 株式会社とインターネットスポーツメディア「SPORTS BULL(スポーツブル)」を運営する株式会社運動通信社によって提供されていた音声サービスである。

## 概要
アスリートをはじめとした各界のトップランナーの音声による定額制の音声サービスで、2020年4月29日よりサービスを開始した。
日々チャレンジを続けるトップランナーたちの本音の「声」を直接ユーザーに届けることで、人生をより楽しく、元気に、幸せにする「きっかけ」の創出を目的とし、本田は「アスリートが自分の挑戦に対する考えとか、あの時ああだったと話しているだけで、自分も頑張ろう、今の局面を乗り切ろうと思って頂けるような形で届けられたら」と音声コンテンツへの想いを語っている。
サービス開始時に参加したアスリートは16人。トップランナーはアスリートのみならず、タレント・ミュージシャン・経営者・文化人など様々なジャンルから拡充され、サービス終了までに通算160名超のトップランナーによる約1万件の音声が投稿された。
2023年12月に、2024年1月31日をもって「NowVoice」のサービスを終了することが発表された。

## 参加トップランナー

### 第1弾
- ダルビッシュ有
- 五郎丸歩
- 池江璃花子
- 石川遼
- 村田諒太
- 長友佑都
- 錦織圭
- 野中生萌
- オカダ・カズチカ
- 奥原希望
- 大迫傑
- リーチマイケル
- 高梨沙羅
- 渡邊雄太
- 柳田将洋
- 本田圭佑

### 追加トップランナー
- 小林可夢偉
- 登坂絵莉
- 羽根田卓也
- 西田有志
- 武井壮
- 水谷隼
- 杉山愛
- 堂安律
- 和田毅
- 富樫勇樹
- 田中理恵
- 前田健太
- 廣瀬俊朗
- 宮﨑大輔
- 羽賀龍之介
- 大野将平
- 葛西紀明
- 小林陵侑
- ASUKA
- 武尊

### スポーツジャンル以外
- 稲川淳二
- 太田光
- 関根勤
- 滝沢眞規子
- 田村淳
- 西村博之
- 葉加瀬太郎
- 橋下徹
- 広末涼子
- 広瀬香美
- 古舘伊知郎
- 松嶋尚美
- 三浦瑠麗
- 茂木健一郎
- 水原希子
- ROLAND

## 沿革
- 2020年
  - 4月29日 - 「NowVoice」アプリサービス開始。
  - 7月1日   - スポーツジャンル以外のトップランナー16名が加入[5]。
- 2022年
  - 7月22日   - トップランナーにオリジナル動画メッセージを依頼できる「スーパーリクエスト」をリリース[6]。
- 2023年
  - 1月31日 - 「NowVoice」サービス終了。